# 古川未鈴
古川未鈴（日語：ふるかわみりん，（9月19日—）），是日本女性偶像歌手、電玩名人，為電波組.inc的成員。日本香川縣高松市出生，血型A型，身高165公分。在電波組.inc中代表色為紅色。

## 簡介

### 成長過程
香川縣高松市出生。是家中二人姊妹中的長女。
因為父親是位要經常調職的轉勤族，從出生3個月到小學之間，就曾在和歌山縣、大阪府、愛知縣名古屋市等等地區短期轉居，「記不得住過哪裡了」。關於小學時期轉學，曾說「若和人處不好，每次轉學就會重新來過，反而喜歡轉學」，「當地的回憶」「當地的朋友」這樣的東西是不存在的。因為自己本身也不善於交朋友，對於「當地的朋友」這樣的單詞相當地渴望。小學時期經常裝病前去保健室，記得當時是因為「被人愚弄才常去」。因為有些在意來自周遭的愚弄，不知不覺中就採取了「被玩弄的角色」的行動。另外，在國小低年級開始就用電腦羅馬拼音練習輸入教科書中的文章。
國小國中時期有過被欺負的經驗，到了沒有轉學機會的中學時期最嚴重。這部份也出現在電波組.inc的「W.W.D」的歌詞中。雖然自覺「被欺負是會不斷不斷發生的」，但是絕對想去社團活動所以也不會都不去學校，寧可抱持著「去學校吧」的心情。另外，當時是熱中於線上聊天的時期，所以也有過「學校裡沒有我的去處但網路上有我的容身處」的想法。
工業高等學校輟學後，流連於秋葉原的遊戲中心，在那邊經由認識的友人介紹，得知有女僕咖啡廳的存在，成為前述進入「Dear☆Stage」的楔機。
最早是和吉河順央在同一個女僕咖啡店工作，後來吉河去了「Dear☆Stage」後也把古川提攜進去。

### 成為偶像
當時「Dear☆Stage」唱的歌曲是以動畫歌曲為主流，並不是像現在的偶像導向，但是古川「想成為偶像」的強烈希望，經紀人福嶋麻衣子承諾會替她實現，遂於2008年組成女性偶像團體「電波組」。初期該團體由古川未鈴與小和田あかり（於2010年畢業）兩人組成。古川回憶和小和田組團時期的電波組時說道：「沒有什麼特別的活動」「離自己想像的偶像好遙遠」「剛開始超級沒人氣」。
在此時古川一邊在電波組、一邊也同時和西村めめ（現名為相澤梨紗）以「mirin×meme」的名義進行活動，也另外再和成瀨瑛美以「水玉おんらいん」的名義進行活動。在2009年Kenzo Saeki製作的個人CD中初亮相並有了不錯的成果。現在則以電波組.inc為中心進行活動，並擔任Center的位置。代表色為紅色。亦是目前六名成員中唯一一個創團初期的成員。
電波組.inc突破的轉捩點，是在2012年春季舉辦的「偶像橫丁杯」（日語：アイドル横丁杯）中獲得優勝，以及舞蹈編舞師Yumiko的加入這兩點。起初古川向福嶋表明希望能加入一名編舞師，但福嶋以「目前電波組.inc沒有這筆預算」而拒絕了。對此古川表示「我要從活動中賺錢，請用這些錢來僱用編舞師」，於是開始在DearStage中舉辦穿著運動短褲進行的活動。因為「感受到未鈴的認真態度」，所以正式邀請了Yumiko加入團隊中，有這樣的插曲。
自己和他人都認定是個電玩狂熱者，所以單獨的工作大多與電玩有相關。擔任「Groove Coaster」「Border Breaker」等遊戲的活動代言。2015年4月起，在東京電視台的「早安攝影棚」每週四擔任固定來賓（2016年3月畢業）、TOKYO FM的「電波Ch.♥」擔任主持人。2015年8月13日，在讚岐高松祭（日語：さぬき高松まつり）中電波組.inc演出舞台活動，在同日演唱會前受託成為自己出身地香川縣高松市的觀光大使。
2019年9月18日在電波組.inc的演唱會「UHHA! YAAA!! TOUR!!! 2019 SPECIAL～If you want to be happy,be.～」上宣佈自己與漫畫家麻生周一結婚，同時也在官網上發表；同年11月30日舉辦了婚禮。
2021年1月5日在個人Instagram宣佈已懷孕，同年5月20日起待產休假，並於7月16日公告兒子出生。

## 人物
生性畏縮不善與人溝通交流，講話時眼睛無法看著對方，更不用說要接觸身體。到能和電波組.inc的夢眠ねむ融洽相處也花了兩年多的時間。基本上因為不會作菜，所以是杯麵愛好者。因為喜歡吃拉麵，巡迴演唱遠征前，一定要先查過演唱會當地的好吃拉麵、並且經常去吃。曾說過喜歡吃起司、帆立貝。極度地害怕昆蟲類。
曾說過覺得理想中的偶像是「沒有表裡不一的人類偶像」「無庸置疑的天才」「偶像若笨得好，笨的部份也會有趣」，但「討厭表現出鬱悶不開心的偶像」。

### 音樂、舞蹈
自我介紹時的口號為「能歌善舞電玩偶像」（歌って踊れるゲーマーアイドル）；演唱會時則為長版：「上上下下ABAB朝著Mirin的心...？（回答：B衝刺！）我是唱跳電玩偶像、暱稱Mirin chan的古川未鈴！」（日語：「上上下下ABABみりんのハートに？（答え：Bダッシュー！）歌って踊れるゲーマーアイドル、みりんちゃんこと古川未鈴です！」）。從以前就喜歡唱歌跳舞，小時候的家庭錄影帶中還有她跟爸爸正在聽的重金屬音樂跳著舞的模樣。曾經有過迪士尼樂園一年通行券，只去看表演和遊行。因為也想成為迪士尼表演場的舞者，所以開始學習芭蕾舞、新體操等舞蹈。父親喜歡古典音樂，因此影響了古川在幼稚園到國小的9年學習了鋼琴，中學時在吹奏樂部中負責長笛和單簧管的演奏。
中學時期開始就很崇拜早安少女組及SPEED，特別是第一次去過SPEED的演唱會後的楔機，「我也會這些不是嗎」「若成了偶像，大家不會覺得很厲害嗎」「讓大家刮目相看！」產生了這樣的心情。後來，有參加過早安少女組。5期、以及AKB48的第一期徵選，但都落選了。

### 電玩愛好者
父母都是電玩愛好者這點也影響了本人。各種家用電玩、線上遊戲、大型電玩、攜帶型遊戲機及手機遊戲等涉獵範圍廣闊。在巡迴演唱會期間，不論日本國內還是國外，一定都會去電玩中心一趟。拿手的遊戲，有beatmania IIDX-10段、Border Break-最高A1等級等等。仙境傳說中屬於「廢人公會」，曾和「最上Moga」所屬的公會進行戰鬥，在最上加入電波組.inc時才明白確認此事。而且還擁有電競專家級的電腦「Alienware」。抱持著未來能從事開發線上遊戲的夢想。

## 唱片作品
|             | 發售日期       | 名稱                  | 唱片公司         | 備註                                 |
| ----------- | -------------- | --------------------- | ---------------- | ------------------------------------ |
| 迷你專輯    | 2009年11月18日 | リモコン・ディスコ    | Pearlnet Records |                                      |
| 單曲        | 2010年3月22日  | みりかる☆ファンタジー | DearStage        | Oricon第53名                         |
| 單曲        | 2010年12月31日 | トゥインクルリンク    | DearStage        | 作詞：古川未鈴                       |
| MUSIC VIDEO | 2009年4月4日   | Secret Snow           | DearStage        | mirin×meme名義（古川未鈴和相沢梨紗） |

### 參與作品
| 作品名稱                                                                | 歌曲名稱                                | 發售日期       | 唱片公司             | 備註           |
| ----------------------------------------------------------------------- | --------------------------------------- | -------------- | -------------------- | -------------- |
| THIRD ENSEMBLE: NOIR                                                    | 8.Maple Dream                           | 2010年12月30日 | Alstroemeria Records | 合輯           |
| JOYSOUND presents アニソントランス ラボラトリー 〜ファースト レポート〜 | 14.恋愛サーキュレーション               | 2011年3月2日   | 環球音樂 (日本)      | 合輯           |
| 狂熱節拍IIDX 19 Lincle                                                  | 「Drive Me Crazy」 kors k feat.古川未鈴 | 2011年9月15日  | 科樂美               | 音樂遊戲的歌曲 |

## 演出
- 電視節目
  - 出没!アド街ック天国 （2010年9月4日播映，東京電視台）於秋葉原特集的VTR内介紹。
  - 全力坂 （2013年10月3日深夜播映，朝日電視台）
  - 早安攝影棚（おはスタ）（2015年4月9日-2016年3月[46]，東京電視台，每週四）擔任遊戲介紹單元固定班底。目前已結束該節目之演出。
- 廣播
  - 電波Ch.♥ 〜TOKYO DEMPA INTERNATIONAL〜（でんぱCh.♥ 〜TOKYO DEMPA INTERNATIONAL〜）（2015年4月起，TOKYO FM，每週三深夜）與藤咲彩音共同擔任固定MC。
- 網路串流節目
  - ディアステージ古川未鈴の『アキバにむかってBだっしゅ!』(2010年、Ustream)
  - 「好萌啊!!天使醬」（萌えろ!!エンジェルちゃん） Niconico動畫本社頻道（2012年4月-7月）和夢眠ねむ共同擔任主MC。
  - 「好萌啊@天使醬」（萌えろ@エンジェルちゃん）（2014年7月 - 10月、SHOWROOM（日语：SHOWROOM (ストリーミングサービス)）） - 和夢眠ねむ共同擔任主MC。
  - 水鏡Report『Browser三國志』『ブラウザ キングダムライジング』（2013年、Niconico生放送）
  - 「Niconico遊戲實況頻道（NGC）」（2015年4月起，每週二）擔任固定遊戲解說員。
- 其他活動
  - BEAMS 「あそべるTシャツ（ASOBERU-T）」和夢眠ねむ共同設計其virtual concept。
  - Taito音樂遊戲「Groove CoasterEX」官方應援成員（海報、CM影像演出）。
  - SEGA大型電玩射擊遊戲「Border Break」官方 Border Break Girl。
  - 音樂團體fripSide演唱會（舞蹈員）。亦於『Heaven is a Place on Earth』的MV中參加演出。
  - 香川縣高松市觀光大使（2015年8月13日 - ）[5]

## 外部連結
- 古川未鈴官方部落格-朝著Mirin B Dush!!（页面存档备份，存于） - Ameba
- 古川未鈴的X（前Twitter）
- 古川未鈴的Instagram帳戶
- NicoNico遊戲實況頻道 （页面存档备份，存于）
- 電波組.inc官方網站 （页面存档备份，存于）
- 電波組.inc （页面存档备份，存于） - TOY'S FACTORY
- でんぱとう （页面存档备份，存于） - 官方粉絲團
- 秋葉原DearStage （页面存档备份，存于）